# Saint-Cyr, Ardèche
Saint-Cyr är en kommun i departementet Ardèche i regionen Auvergne-Rhône-Alpes i sydöstra Frankrike. Kommunen ligger  i kantonen Annonay-Nord som ligger i arrondissementet Tournon-sur-Rhône. År 2022 hade Saint-Cyr 1 430 invånare.

## Befolkningsutveckling
Antalet invånare i kommunen Saint-Cyr
Referens: INSEE